# 蓬萊

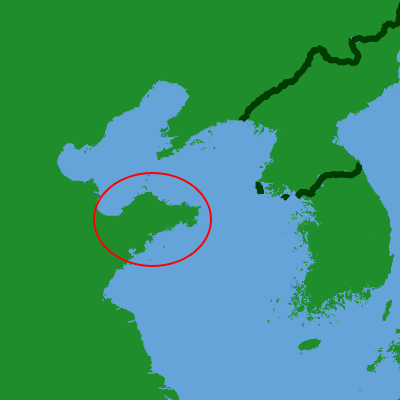
山東半島の位置

蓬莱（ほうらい）とは、古代中国で東の海上（海中）にある仙人が住むといわれていた仙境の一つ。道教の流れを汲む神仙思想のなかで説かれるものである。
また、四霊の一角となる小さな大陸に等しい巨大な亀・霊亀が背負っていた山ともされている。
または台湾を指すとされる。台湾は、「蓬莱仙島」と中国語で呼ばれる自称がある。

## 『山海経』における記述
中国最古の地理書『山海経』の「海内北経」に、「蓬莱山は海中にあり、大人の市は海中にあり」と記されている。「市」とは蜃気楼のことで、九州や中部地方の日本海側ではしばしば目撃されるが、山東省煙台市の蓬莱区（旧蓬莱県）も蜃気楼の名所として古来より有名である。

## 『史記』における記述
渤海湾に面した山東半島のはるか東方の海（渤海とも言われる）にあり、不老不死の仙人が住むと伝えられている。徐福伝説を記した司馬遷『史記』巻百十八「淮南衡山列伝」で記されている。

## 三神山
蓬莱は「方丈」（ほうじょう）・「瀛洲」（えいしゅう）とともに東方の海に浮かぶ三つの山（もしくは島）であり、その中では「方丈」が中央に位置し、まとめて「三神山」という。三神山はまた「三壷」ともいい、それぞれ「蓬壷」「方壷」「瀛壷」ともいう。
- 瀛洲は「東瀛（とうえい）」ともいう。蓬莱がのちに日本を指す名前となったように「瀛洲」や「東瀛」も日本を指すことがある[3]。北魏の太和11年（487年）「瀛州」は行政区分として制定される。

## 五神山
三神山の他にも「岱輿」（たいよ）と「員嶠」（いんきょう）があり、かつては「五神山」だったのだがこの二つは流れて消えてしまって三神山になったのだという伝説もある。

## 日本における蓬萊
日本では浦島伝説の一つ『丹後国風土記』逸文では「蓬山」と書いて「とこよのくに」と読み、文脈にも神仙などの用語が出てくること、田道間守の話や他の常世国伝承にも不老不死など神仙思想の影響が窺えることから理想郷の伝承として海神宮などと習合したとも思われる。
平安時代に、僧侶の寛輔が、「蓬莱山」とは富士山を指すと述べた。
『竹取物語』にも、「東の海に蓬莱という山あるなり」と記される。求婚者の一人の車持皇子に難題として「蓬莱の玉の枝」を採取して持参することが課せられ、この玉の枝を巡る話が物語の一章をなす。また、富士山と結び付けられて言及されることがあり、謡曲の一つ『富士山』には「然れば本号は不死山なりしを。郡の名に寄せて。富士の山とは申すなり。是蓬莱の。仙境たり」とあり、林羅山は「士峰元是小蓬莱」と詩に詠んだ。
ほか、熊野、熱田などの霊山や仙境を蓬莱と呼ぶ。